# Borsmonostor
Borsmonostor (1894-ig Klastrom, németül Klostermarienberg) Répcekethely településrésze, egykor önálló község  Ausztriában Burgenland tartományban, a Felsőpulyai járásban.

## Fekvése
Kőszeg északi szomszédságában a határ túloldalán, közúton 10 km-re északra fekszik.

## Nevének eredete
Nevét egykori kolostorának alapítójáról Bors ispánról kapta. Korábbi neve "Babaduri" volt, mely a török baba (= apa) főnév –dur képzős nemzetségnévi származéka a magyar –i képzővel megtoldva. A ciszterciek beköltözése után Máriahegy lett a neve.

## Története
A régészeti leletek tanúsága szerint története a kőkorszakig nyúlik vissza.
Területe ősi vaslelőhely, 1972-ben földmunkák közben határában 2300 éves kelta olvasztókemencére bukkantak. A kelta időszakból ezüst pénzérmék, a római korból egy épület és több sír került elő. A vasfeldolgozást a rómaiak is folytatták.
A mai települést 1194-ben "Babaduri" néven említik először. A Babaduri-hegyet 1195-ben kapták meg a heiligenkreuzi ciszterciták a Miskolc nembeli Domonkos szlavón bán adományaként, hogy oda kolostort építsenek. A bán a király jóváhagyásával azt a fogadalmát váltotta meg az adományozással, hogy az Úr sírjához Jeruzsálembe zarándokol. Az 1198-ban felszentelt kolostor nevét az alapító Domokos bán kegyúri jogokat gyakorló fiáról, Bors ispán-ról kapta. Templomát a rend előírásainak megfelelően Szűz Mária tiszteletére szentelték. 1207 előtt a kolostort kirabolták, ezért pápai oltalom alá helyezték. Az épületegyüttest először 1240-ben újították meg. 1224-ben II. András, 1270-ben V. István, 1317-ben  Károly Róbert királyok több kiváltságban részesítették. 1242-ben a tatárok feldúlták, később újjáépült. A középkorban jelentős zarándokhely lett olyannyira, hogy Erzsébet királyné, Nagy Lajos király felesége 1380-ban megtiltotta, hogy „a csodákkal tündöklő szentek ereklyéi látogatására Mária hegyére sereglő” néptől vámot szedjenek. 1440 körül feltehetően ismételten elpusztult, de ismét újjáépítették. I. Ulászló 1441-ben Pálóczi Simonnak és Guti Országh Mihálynak adta. 1455-ben „de sub monte Maria” néven nevezik
A török a kolostort először 1529-ben dúlta fel, majd 1532-ben a Kőszeget ostromló török teljesen elpusztította. A kolostor helye nem a mai helyén hanem a hegyen volt, ahol ma kápolna áll. I. Ferdinánd király ekkor a birtokot ideiglenesen Majláth Gábornak adta. 1569-ben  Kanizsa váráért cserébe a csejtei uradalommal együtt Kanizsai Orsolya, Nádasdy Tamás nádor özvegye kapta királyi  adományként. Az elkobzott Nádasdy-birtokot Eszterházy Pál herceg vásárolta meg,  majd a lilienfeldi cisztercitáknak adta akik 1680-ban új kolostort építettek. A falu plébániáját 1716-ban alapították. Mária Mennybemenetele és Szent György tiszteletére szentelt katolikus plébániatemplomát részben az ősi apátság köveiből 1741 és 1774 között építették.
Érdekesség, hogy a település külterületén vasúti megállóhely létesült az 1847-ben tervezett Sopron-Kőszeg-Szombathely-Rum-Zalaszentgrót-Nagykanizsa vasútvonalon, mely végül nem épült meg.
1910-ben 661, többségben német lakosa volt, jelentős magyar kisebbséggel. A trianoni békeszerződésig Sopron vármegye Felsőpulyai járásához tartozott. 1921-ben Ausztria Burgenland tartományának része lett. 1945. március 29-én a szovjet hadsereg Borsmonostort foglalta el először a mai Ausztria területén. A település környéke ma kiterjedt gyümölcsöskertjeiről nevezetes, ahol főként almát és körtét termesztenek. Minden év október 26-án gesztenyeünnepet rendeznek a településen.

## Nevezetességei
- Mária Mennybemenetele tiszteletére szentelt római katolikus temploma 1741 és 1774 között épült barokk stílusban. A templom görög kereszt alaprajzú, említésre méltók a főoltár és a mellékoltárok Schaller István 1757 és 1770 között készült alkotásai, valamint a faszobrokkal díszített szószék, szintén  18. századi munka.
- Mai cisztercita kolostora 1680-ban épült.
- 12. századi cisztercita kolostorának romjai a Marienbergen. A kolostor temploma az 1994-95-ben végzett feltárások szerint háromhajós, kereszthajós épület volt, egyenes szentélyzáródással. Mintegy 40 m hosszú és 20 m széles. A romok közelében az utóbbi években kilátóhelyet alakítottak ki, a hegyről remek kilátás nyílik a környező tájra.
- Hegyi kápolnája a 18. században épült.
- Szentháromság-oszlopa 18. századi.
- Kiterjedt gyümölcsösei különösen tavasszal nyújtanak gyönyörű látványt.
- Gesztenyefesztivál.